# انثون اولسن
انثون اولسن (بالدنماركية: Anthon Olsen)‏ هو لاعب كرة قدم دنماركي، ولد في 14 سبتمبر 1889 في كوبنهاغن في الدنمارك، وتوفي في 17 مارس 1972 في Gentofte Municipality ‏ في الدنمارك. شارك مع منتخب الدنمارك لكرة القدم. أما مع النوادي، فقد لعب مع Boldklubben af 1893 ‏.

## وصلات خارجية
- انثون اولسن على موقع قاعدة بيانات كرة القدم.إي يو (الإنجليزية)
- انثون اولسن على موقع ناشيونال فوتبول تيمز (الإنجليزية)
- انثون اولسن على موقع أوليمبيديا (الإنجليزية)